# Haploclastus validus
Haploclastus validus là một loài nhện trong họ Theraphosidae.
Loài này thuộc chi Haploclastus. Haploclastus validus được Mary Agard Pocock miêu tả năm 1899.